# Croix Bernadotte
La croix Bernadotte est une croix monumentale située sur le territoire de la commune de Martailly-lès-Brancion dans le département français de Saône-et-Loire et la région Bourgogne-Franche-Comté.

## Historique
Elle fait l'objet d'une inscription au titre des monuments historiques depuis le 10 avril 1929.